# Gisela Stein
Pour les articles homonymes, voir Stein.
Gisela Stein, née le 2 octobre 1935 à Swinemünde (Allemagne) et morte le 4 mai 2009 à Mohrkirch (Schleswig-Holstein), est une actrice allemande.

## Biographie
Stein naît à Swinemünde (aujourd'hui Świnoujście, en Pologne) et fait ses études à l'école d'acteurs de Wiesbaden. Elle commence sa carrière scénique à Coblence, Krefeld-Mönchengladbach et Essen avec Erwin Piscator. En 1960, Stein déménage à Berlin, où elle travaille pendant les dix-neuf années suivantes. Stein est également apparue au Schauspielhaus de Zürich, au Staatstheater de Stuttgart et au Festival de Salzbourg.
En 1980, elle déménage à Munich, où elle joue au Kammerspiele jusqu'en 2001.
Stein meurt le 4 mai 2009 à Mohrkirch (Schleswig-Holstein), à l'âge de 73 ans, de causes non divulguées.

## Récompenses
- 1967 : Prix d'art de Berlin (de) (Arts du spectacle, prix d'encouragement)
- 1988 : Deutscher Kritikerpreis
- Berliner Staatsschauspielerin
- 1999 : Bayerischer Maximiliansorden für Wissenschaft und Kunst (Ordre bavarois de Maximilien pour la science et l'art)
- Bayerischer Verdienstorden (Ordre bavarois du Mérite)
- Bundesverdienstkreuz (Chevalier de l'ordre du Mérite de la République fédérale d'Allemagne)
- 2001 : Oberbayerischer Kulturpreis
- 2004 : Hermine-Körner-Ring